# Moulay Lahcen Zidane
Pour les articles homonymes, voir Zidane (homonymie).
Moulay Lahcen Zidane (en arabe : مولاي لحسن زيدان) (plus communément appelé Moulay Lahcen) est un footballeur international marocain, né en 1939 et mort le 29 décembre 2017 à Marrakech.
Il réalise toute sa carrière professionnelle en club au KACM.
Il compte 10 sélections pour douze buts inscrits avec l'équipe nationale durant les années 1950 et 1960.

## Biographie

### Avec le Kawkab
Moulay Lahcen a commencé à jouer dès la fin des années 1940 avec les équipes locales traditionnelles à Marrakech avant de rejoindre l'équipe junior du KACM en 1957. Après deux ans seulement, il intègre l'équipe première dès la saison 1958-59, un an après le premier sacre de l'équipe en championnat.
Il fait partie des joueurs les plus illustres de sa génération avec le KACM puisqu'il dispute quatre finales consécutives de la Coupe du Trône, et remporte trois titres en 1963, 1964, et 1965.
Ses performances sur le terrain sont telles qu'il reçoit une offre du Racing de Strasbourg, mais il préfère rester auprès des siens à Marrakech.

### En équipe nationale du Maroc
Moulay Lahcen est convoqué pour la première fois en équipe nationale marocaine première en 1958 par Larbi Benbarek lors d'un match amical contre la Libye. Il remporte également en 1961 les jeux panarabes organisés à Casablanca. Lors de cette édition, Moulay Lahcen inscrit six buts lors du match qui oppose la sélection marocaine à l’Arabie saoudite le 6 septembre 1961, et détient depuis le record du nombre de buts lors d'un seul match en sélection.

## Style de jeu
Moulay Lahcen, du fait de sa taille relativement petite, est un attaquant vif et rapide. Il est aussi connu pour avoir été spécialiste de buts inscrits directement sur corner.